# 宁干乡
宁干乡，是中华人民共和国广西壮族自治区崇左市天等县下辖的一个乡镇级行政单位。

## 行政区划
宁干乡下辖以下地区：
宁干村、龙盛村、台利村、永乐村、黎明村和东仪村。